# Màlaia Koltxeva
Màlaia Koltxeva (en rus: Малая Колчева) és un poble de l'óblast d'Oriol, a Rússia, segons el cens del 2010 tenia 288 habitants. Pertany al districte municipal de Kromi.